# 奥多摩湖

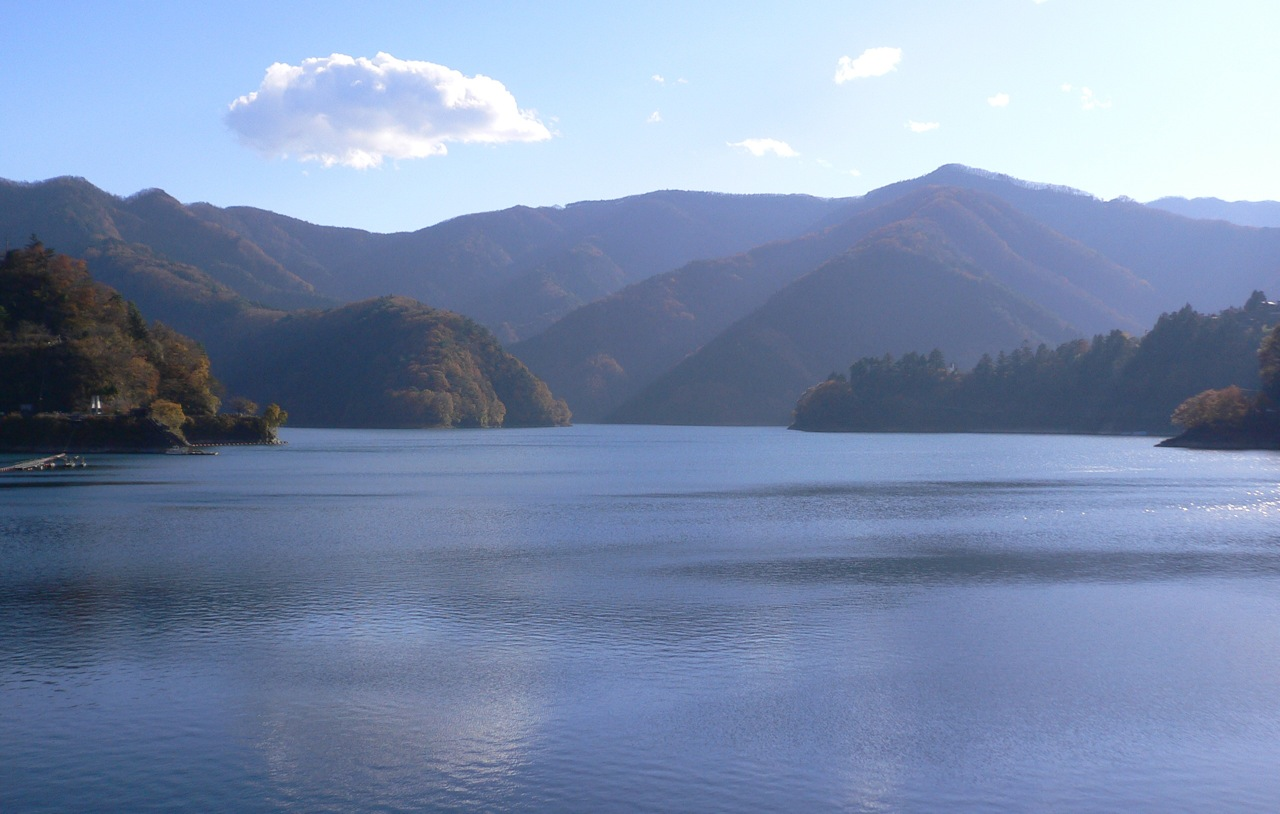
奥多摩湖

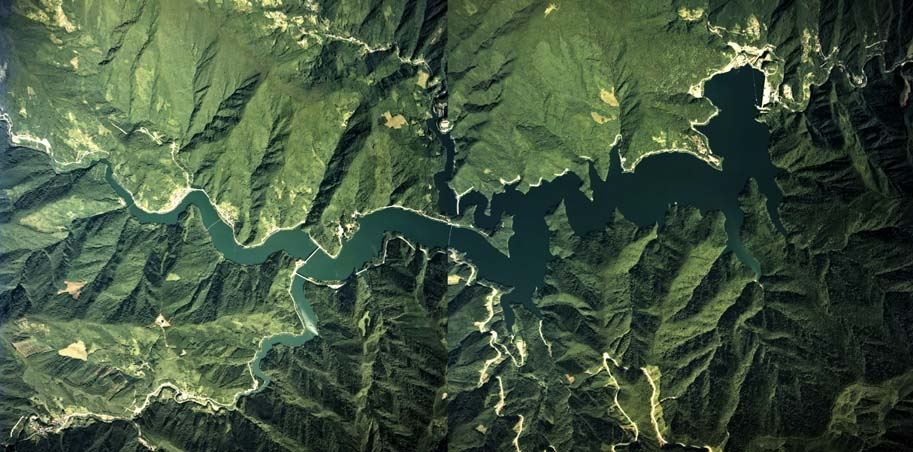
奥多摩湖の航空写真。1976年度撮影
。

奥多摩湖（おくたまこ）は、東京都西多摩郡奥多摩町と山梨県北都留郡丹波山村・小菅村に跨る人造湖。正式名称は小河内貯水池（おごうちちょすいち）。東京都水道局が保有・管理する小河内ダム（おごうちダム）で多摩川上流部を堰き止めて、1957年（昭和32年）に完成した。
貯水容量は約1億9000万立方メートル。竣工当時、上水道専用貯水池としては世界最大規模の貯水池だった。現在も水道専用貯水池としては日本最大級を誇っている。現在、東京都の水源は利根川水系を主としているが、渇水時の水瓶として極めて重要な役割を担っている。水質は取水口近くで調査されているほか、水質観測船「みやま丸」により湖の9カ所で毎月調査されている。
また、東京都交通局の水力発電施設（多摩川第一発電所）も併設されており、発電された電気は民間へ売却され、奥多摩町・青梅市などの東京多摩地域に電力を供給している。湖畔には様々な見どころや観光施設があり、首都圏のオアシスとしても知られている。

## 歴史
建設計画自体は昭和初期に遡る。しかし、ダム建設予定地である旧小河内村の用地買収の難航、着工寸前に起こった神奈川県との水利権を巡る水利紛争、太平洋戦争激化による建設工事の中断などにより、着工から19年の歳月をかけて竣工した。
- 1926年（大正15年） - 東京市がダム建設候補地の調査を開始。
  - 候補地の中から水量や地質などの立地条件などを勘案し、条件が揃った東京府西多摩郡小河内村が最終的に選定される。
- 1931年（昭和6年） - 小河内村が絶対反対を表明。
- 1932年（昭和7年） - 東京市が東京府に認可申請。
  - 「幾百万市民の生命を守り、帝都の御用水のための光栄ある犠牲である」との再三にわたる説得に、小河内村はやむを得ずこれを了承する[4]。
  - ダム建設用地の買収開始。
- 1933年（昭和8年） - 東京府、神奈川県と水利紛争。
- 1936年（昭和11年） - 水利紛争解決。
  - 内務大臣（内務省）より東京府に事業認可。東京府より東京市に建設が許可され、着工。
- 1938年（昭和13年）11月12日 - 起工式。
- 1943年（昭和18年）
  - 7月1日 - 東京都制施行（東京府と東京市は廃止）。
  - 10月5日 - 第二次世界大戦激化により建設工事を中断。
- 1948年（昭和23年）9月10日 - 東京都、建設工事を再開。
- 1950年（昭和25年）8月 - 日本共産党東京都委員会が小河内ダム対策委員会を設置。
- 1952年（昭和27年）
  - 1月 - 日本共産党がダム破壊活動を目的とした山村工作隊を派遣。3月29日以降、警察に検挙され失敗。
  - 11月 - 氷川駅（現：奥多摩駅）から水根駅までの東京都水道局小河内線が開通。
- 1953年（昭和28年）
  - 3月19日 - ダムコンクリート打込開始。
  - 3月26日 - 定礎式。
- 1955年（昭和30年）4月1日 - 小河内村、氷川町、古里村と合併して奥多摩町に。
- 1957年（昭和32年）
  - 5月 - 東京都水道局小河内線が運行休止。
  - 6月6日 - 湛水開始。
  - 7月21日 - ダムコンクリート打込終了。
  - 11月26日 - 竣工。
- 1961年（昭和36年）10月25日 - 昭和天皇・香淳皇后が小河内ダムを視察。
- 1975年（昭和50年）12月1日 - 第2号取水設備着工。
- 1980年（昭和55年）
  - 3月31日 - 第2号取水設備竣工。
  - 10月15日 - 当時の皇太子夫妻（明仁上皇・上皇后美智子）が小河内ダムを視察。
- 2006年（平成17年）3月 - ダム湖百選に選定。
- 2007年（平成18年）11月14日 - 小河内ダム完成50周年記念式典を開催（旧：小河内村村民約300人も参加）。
- 2018年（平成30年）9月28日 - 小河内ダム、平成30年度土木学会選奨土木遺産に認定[5]。

## 奥多摩湖に流入する河川
- 丹波川（多摩川） - 小菅川 - 峰谷川

## 生態系
流入河川を含めて、以下の魚介類が棲息または棲息すると推定されている。
- コイ科：オイカワ、ヘラブナ、マブナ、コイ、ハス、ウグイ、モロコ、レンギョ、ソウギョ、モツゴ、ゼゼラ
- サケ科：ヤマメ、サクラマス、ニジマス、アマゴ、イワナ
- ナマズ目：ナマズ、ギバチ
- その他：ウナギ、ドジョウ、ワカサギ、ヨシノボリ、カジカ、スジエビ、ブラックバス

## 東京水道水源林
奥多摩駅下流から多摩川上流を形成する奥多摩山域と奥秩父山塊の山麓の森林で秩父多摩甲斐国立公園の指定区域にあり、奥多摩湖および日原川の源流部が東京水道水源林として水源の森百選に指定されている。東京都水道局は2017年、小河内貯水池（奥多摩湖）と水源林を含む7か所を東京水道名所に選んだ。
| 山岳       | 面積(ha) | 標高(m)   | 人工林(%) | 天然林(%) | 主な樹種                                       | 制限林                                                       | 種類             | 流量(m3/日) |
| ---------- | -------- | --------- | --------- | --------- | ---------------------------------------------- | ------------------------------------------------------------ | ---------------- | ----------- |
| 大菩薩嶺等 | 21,628   | 500～2100 | 30        | 70        | スギ、ヒノキ、ミズナラ、シオジ、ツガ、カラマツ | 水源かん養保安林、土砂流出防備保安林、保健保安林、鳥獣保護区 | 流水（奥多摩湖） | 不明        |

東京都の重要な上水道源である奥多摩湖の保全を目的に、奥多摩から山梨県北都留郡および甲州市一之瀬高橋地区に跨る、東西約31km、南北約20kmの日本でも有数の水源林地帯である。所在地は、東京都西多摩郡奥多摩町、山梨県甲州市、北都留郡丹波山村および小菅村である。

## ダム建設と小河内村

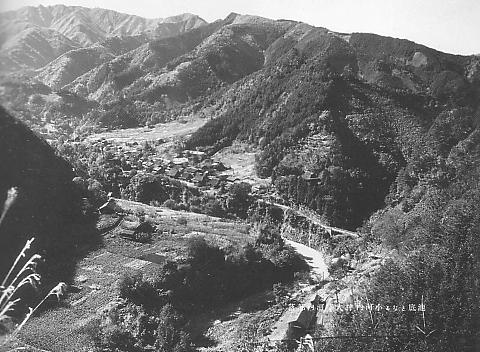
戦前の旧小河内村

- 石川達三著『日蔭の村』（1937年（昭和12年）10月刊行）によって、ダム建設開始までの旧小河内村の状況が紹介された。
- ダム建設にあたり、旧小河内村と山梨県丹波山村・小菅村の945世帯約6,000人が移転を余儀なくされた。中でも旧小河内村はその大部分が水没した。移住先の一つに山梨県北巨摩郡高根町（現：北杜市）近辺があり、彼らはその後小海線清里駅付近の清里高原周辺に再移住し、清里高原における農業や畜産、観光業の発展に大きく寄与した。

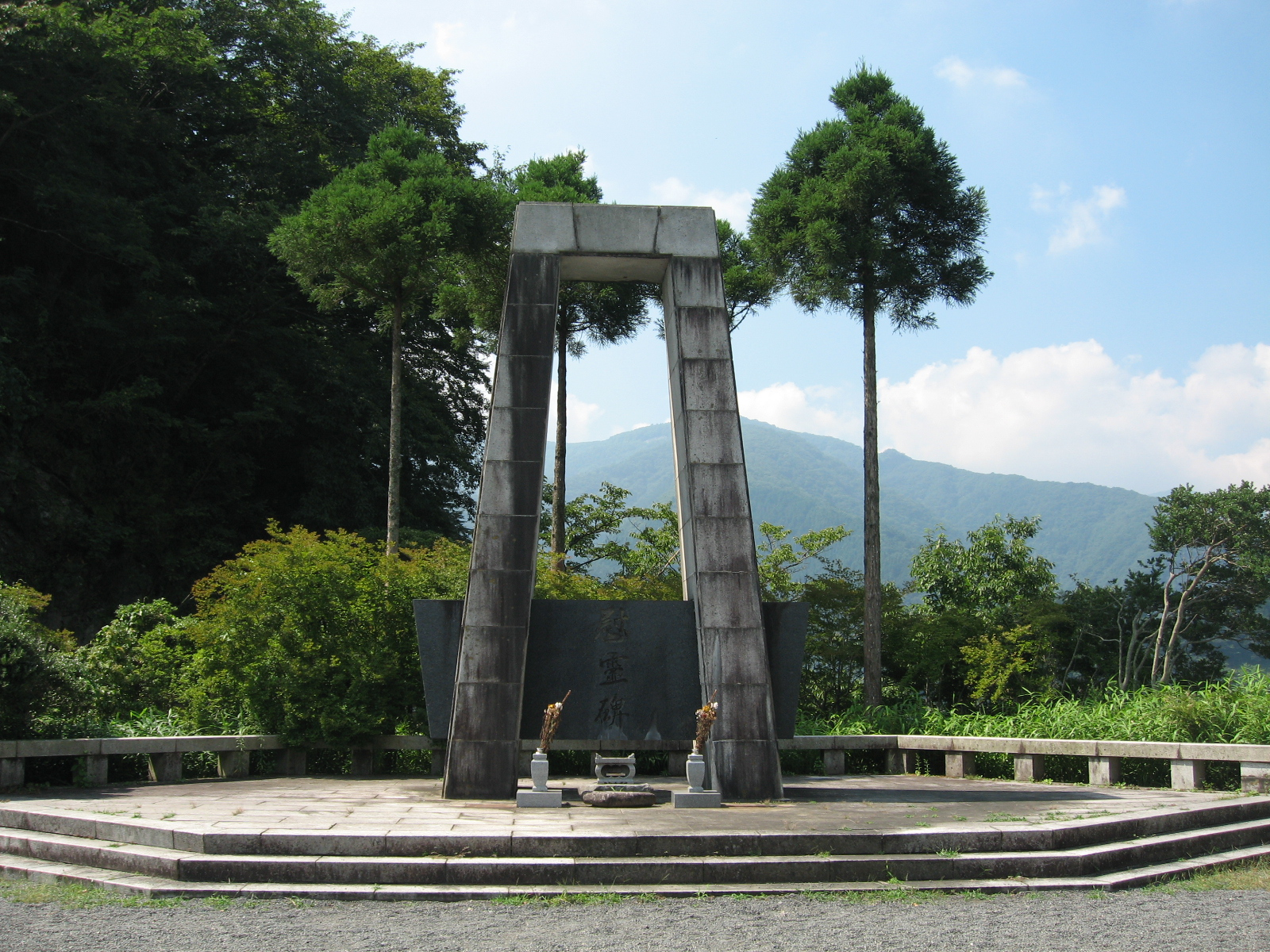
工事殉難者慰霊碑

- 建設中に東京都職員や建設会社社員、下請作業員ら87名が殉職した。奥多摩湖畔に慰霊碑が建てられている。

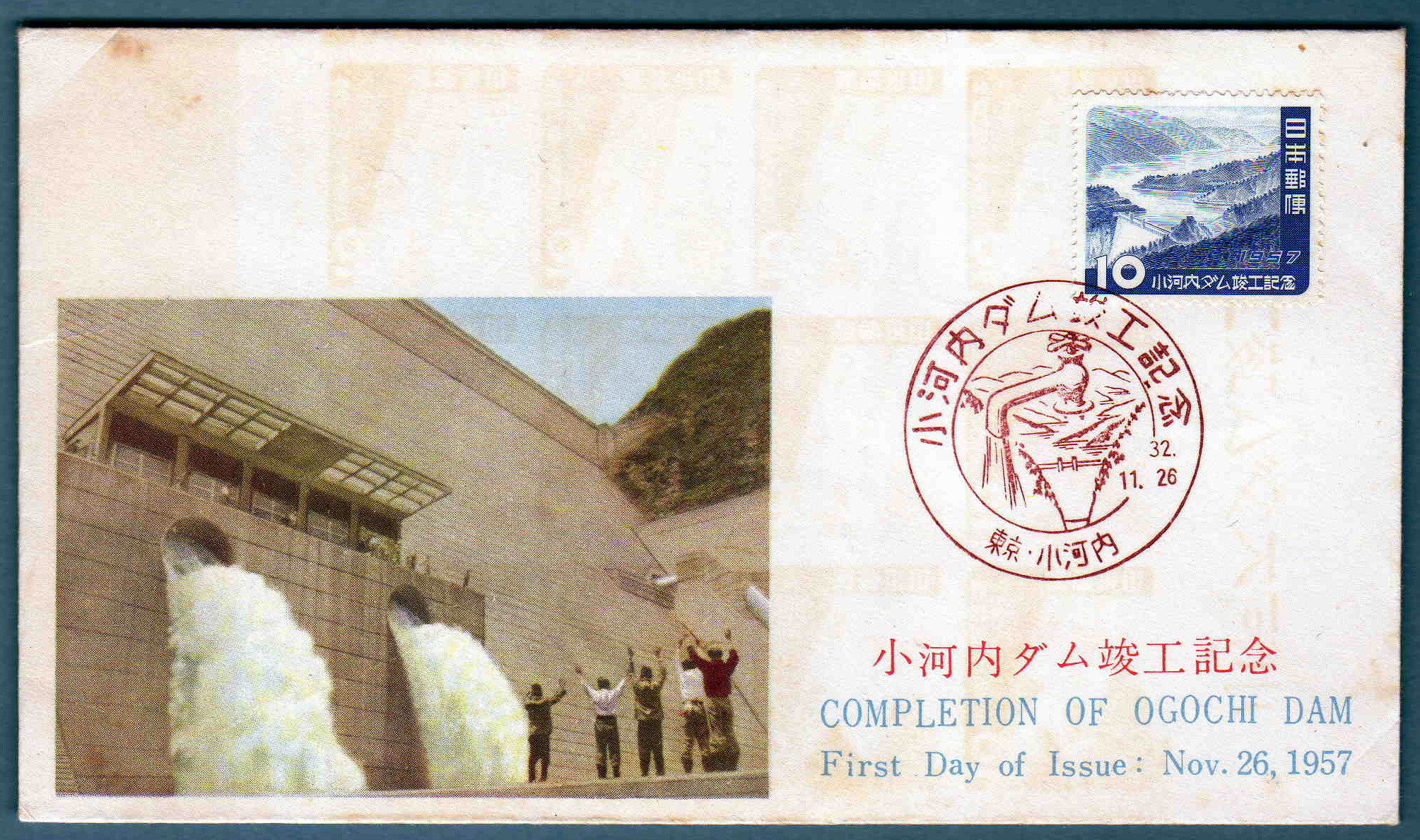
小河内ダム竣工記念切手（初日カバー）

- 竣工式当日に「小河内ダム竣工記念」の額面10円の記念切手が発行された。
- 1937年（昭和12年）、旧小河内村を歌った東海林太郎『湖底の故郷』（島田磬也作詞、鈴木武雄作曲）のレコードが発売され大ヒットした。この歌の歌詞を刻んだ碑が戦後、奥多摩湖左岸に建てられた。碑の除幕式には村人たちが招待され、東海林が歌うと参列者の嗚咽がそこかしこから聞こえた。

## 湖の周辺
- 湖の西端からは多摩川（上流域の山梨県内では丹波川（たばがわ）とも呼ばれる）が、南西から小菅川がそれぞれ奥多摩湖に流れ込んでいる。また、東端からは多摩川が流れ出している。
- 湖のすぐそばに小河内神社がある。
- 湖面は水道専用貯水池のため、水質汚染防止など水質管理上の理由で開放されていないが、周辺は桜の名所として知られている。
- 旧小河内村には「鶴の湯温泉」という湯治場が存在していた。ダム竣工に伴う湯治場の水没により源泉からの汲み上げポンプを設置したが、長年活用されず「幻の温泉」と呼ばれていた。その後、汲み上げポンプを補修・整備し、1991年（平成3年）に「鶴の湯温泉」として正式に復活した。

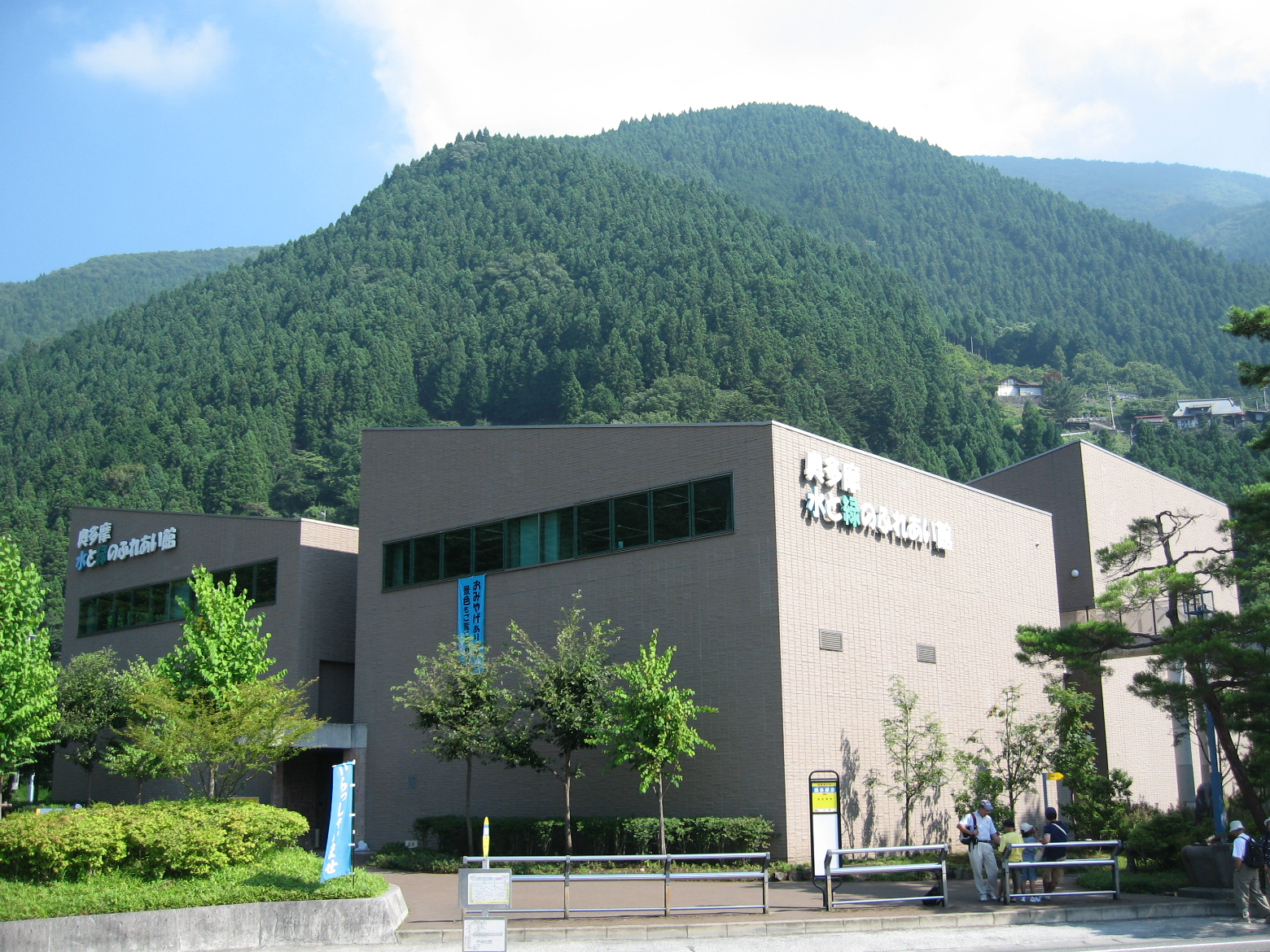
奥多摩水と緑のふれあい館

- 奥多摩湖バス停前に、1998年11月27日に奥多摩水と緑のふれあい館が開館した。資料館の展示内容は自然環境や、ダム建設の様子やダムに沈んだ小河内集落の民俗など。入館料は無料である。
- 湖畔の北側および南側はツキノワグマ生息域であり人が襲われるケースがまれにあるので注意が必要（山野井泰史の項を参照）。

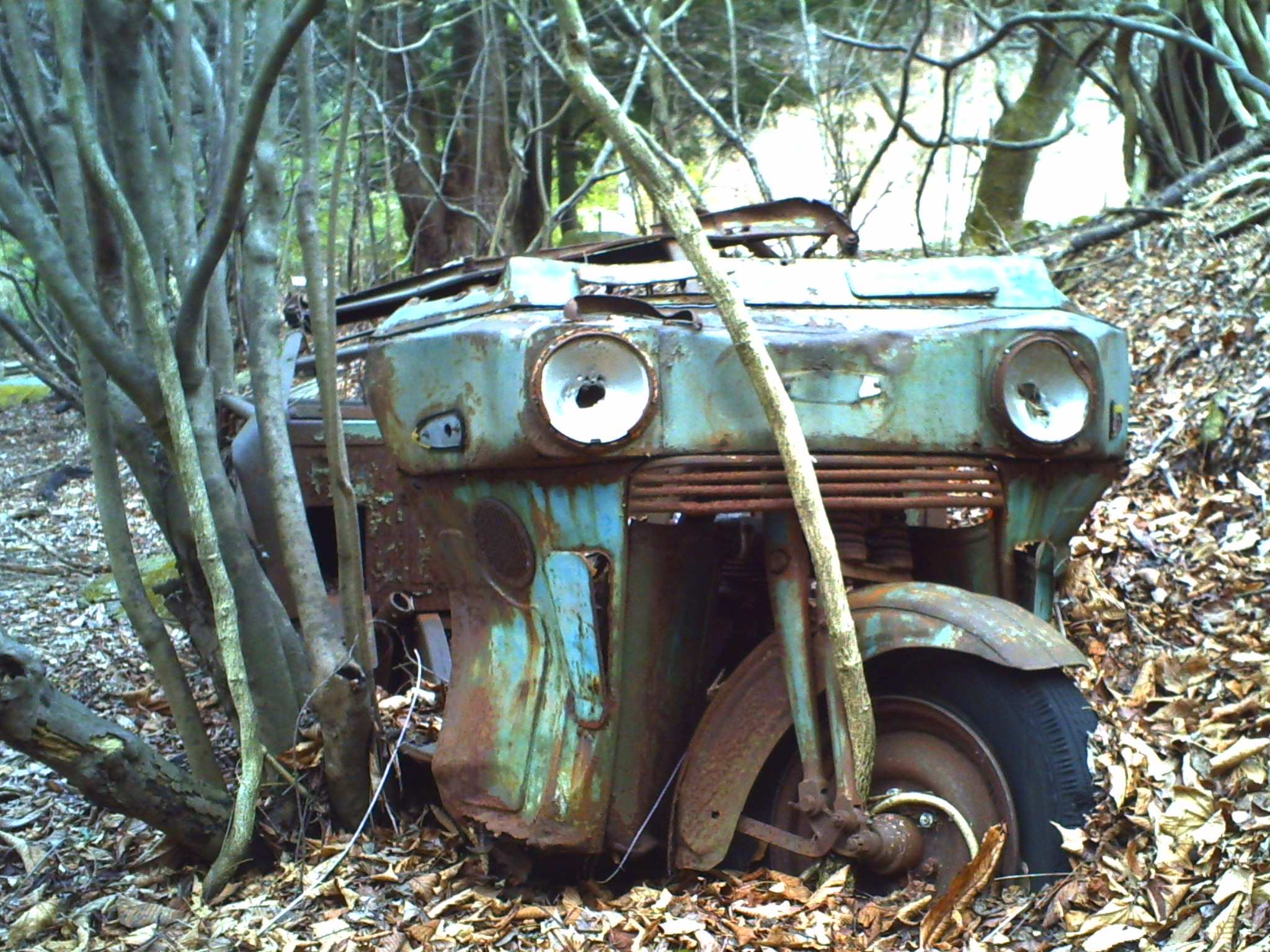
集落の跡に放置され、木々に埋もれたオート三輪。1955-56年頃に生産されたダイハツ製である。

- 南側の奥多摩周遊道路の起点近くには、ログハウスやキャンプ場を完備し、蕎麦打ちをはじめ様々な体験ができる「東京都立奥多摩湖畔公園 山のふるさと村」があり、年代を超えた多くの人から親しまれている。

周辺にはダム竣工時の水没からは免れたものの、当時事実上の孤島となった集落の面影が散見でき、当時放置されたと思われる、木々に埋もれたオート三輪も見つける事が出来る。
- 小河内ダムは『仮面ライダー』を始めとする特撮ヒーロー番組や映画のロケ地として登場する場面も多い。

## 奥多摩湖の浮橋
湖面には麦山浮橋と留浦浮橋の2つの浮橋が架けられている。これらの橋は当初浮体にドラム缶を用いていたことから、今でも通称「ドラム缶橋」と呼ばれている。現在の橋ではドラム缶をやめ、ドラム缶に類似した形状の合成樹脂製の浮体が用いられている。この橋は歩行者専用で、下流側の麦山浮橋は国道411号と奥多摩周遊道路を結んでおり、奥多摩の観光名所として知られている。渇水時など貯水量が減少した際には通行止めとなる。

## 交通アクセス

### 道路
- 湖の北側には湖に沿って青梅街道（国道411号）があり、東京都新宿区から青梅市、奥多摩町、山梨県丹波山村を経て甲州市に至る。終点は甲府市になる。
- 湖の西側で国道139号が分岐し、小菅村を経て山梨県大月市に至る。
- 南側には奥多摩周遊道路（東京都道206号川野上川乗線）が通り、東京都檜原村に至る。オートバイの通行が多く有名だが、夜間は通行止めになる。なお、二輪片側通行止めは2011年4月1日より解除となった。

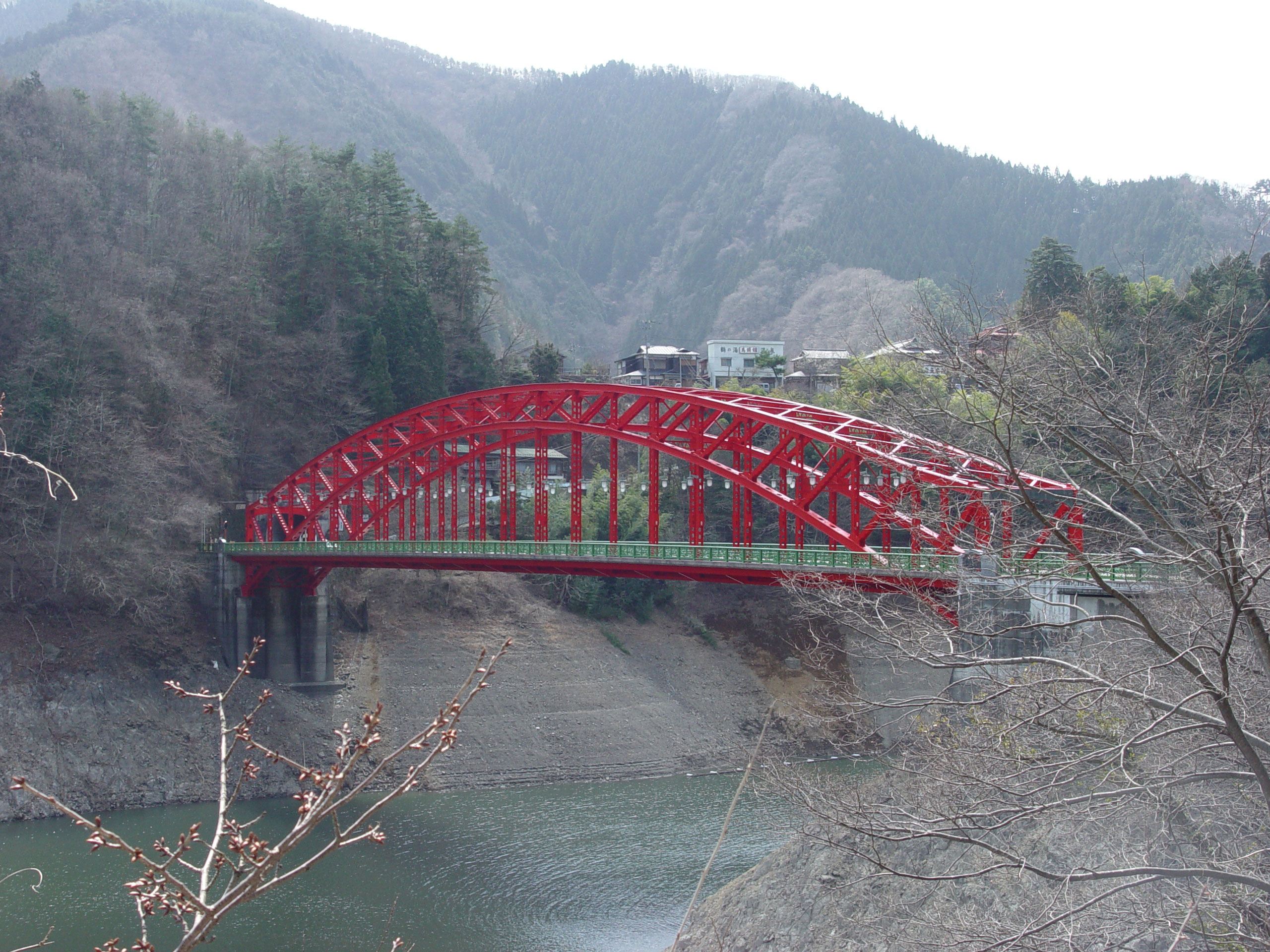
峰谷橋（国道411号）
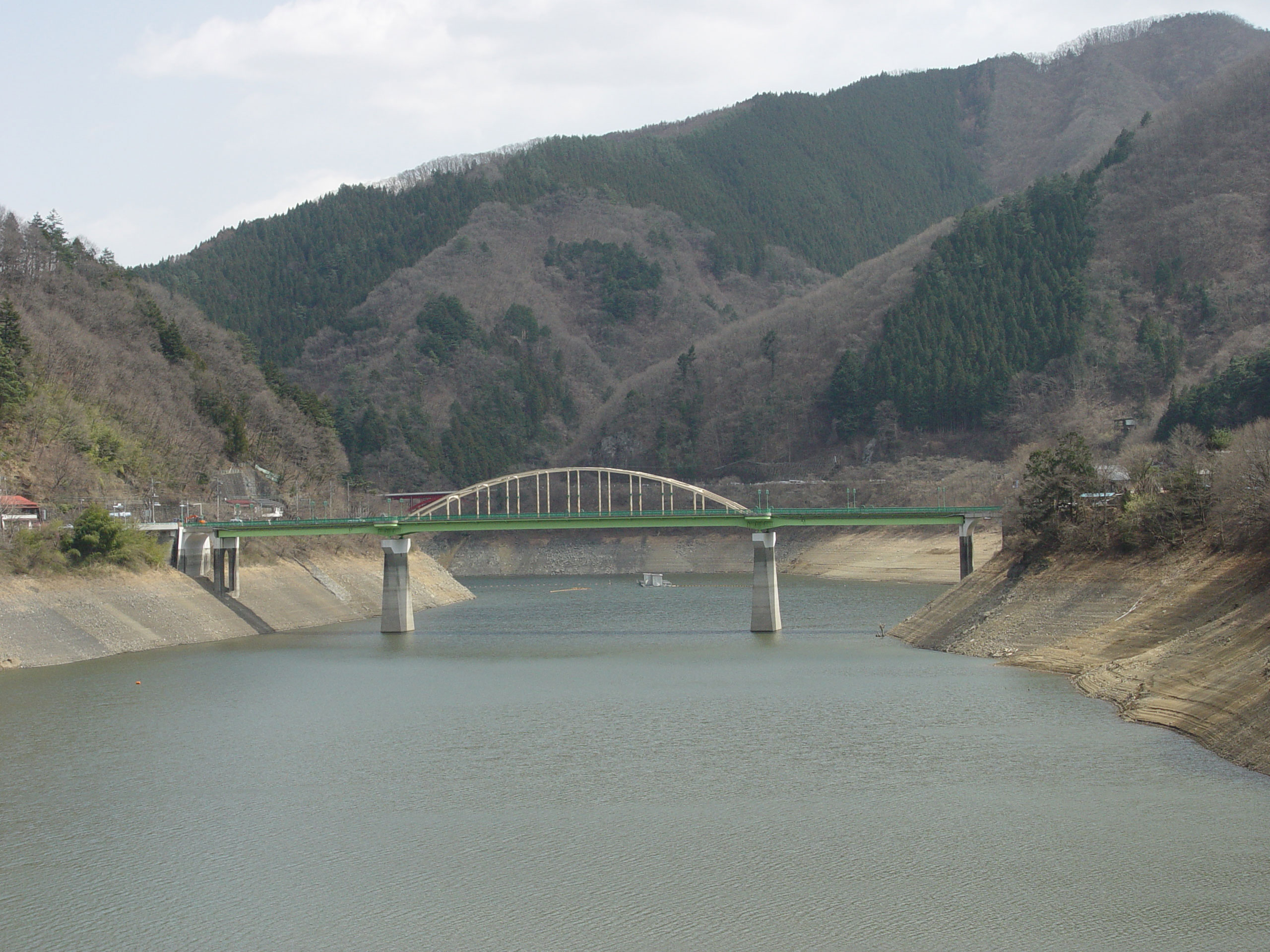
深山橋（国道139号）
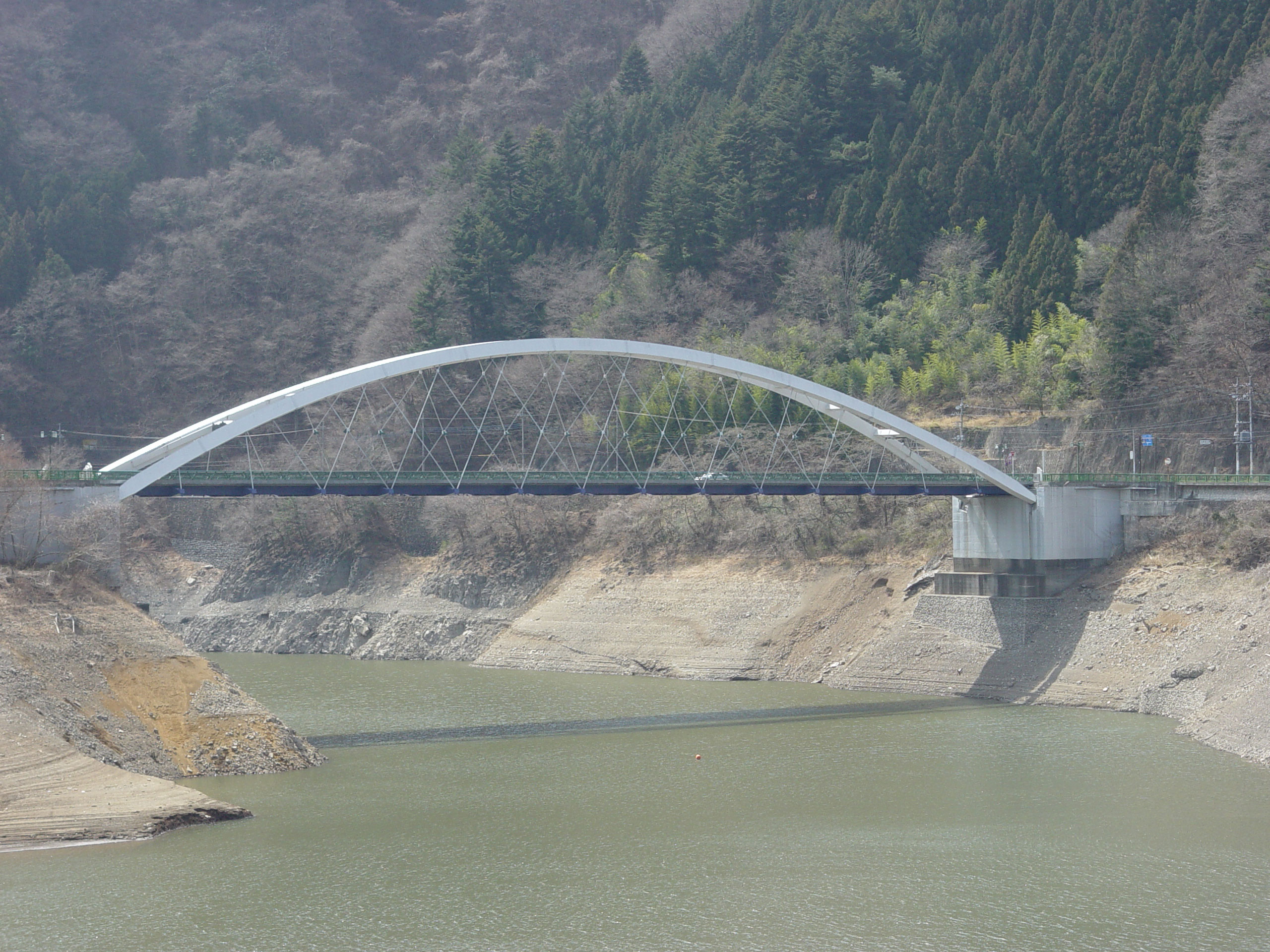
三頭橋（奥多摩周遊道路）

### 公共交通機関
- 奥多摩駅から西東京バスの路線バスが運行されている。小河内ダムそばの奥多摩湖バス停まで約15分、360円。1時間当たり1〜2本が運行されている。
- 小河内ダム建設の際に国鉄青梅線氷川駅（現・JR東日本青梅線奥多摩駅）からダムサイト近くの水根駅まで、建設資材輸送専用の東京都水道局小河内線が敷設され、直営運行していた。観光開発のために旅客線化も一部で構想されたが、工事終了以来休止のまま（事実上廃止状態）となっている。休止後も橋梁や隧道等の設備が残っている。
- 1960年代の一時期には小河内観光開発株式会社により、湖上を横断する奥多摩湖ロープウェイ（奥多摩ロープウェイ、川野ロープウェイ）が営業していたが、数年で運行休止（事実上廃線）となっている。休止後も鉄道遺構（廃墟）として、駅などの設備や廃車体が残っている。小河内観光開発 三頭山口駅跡

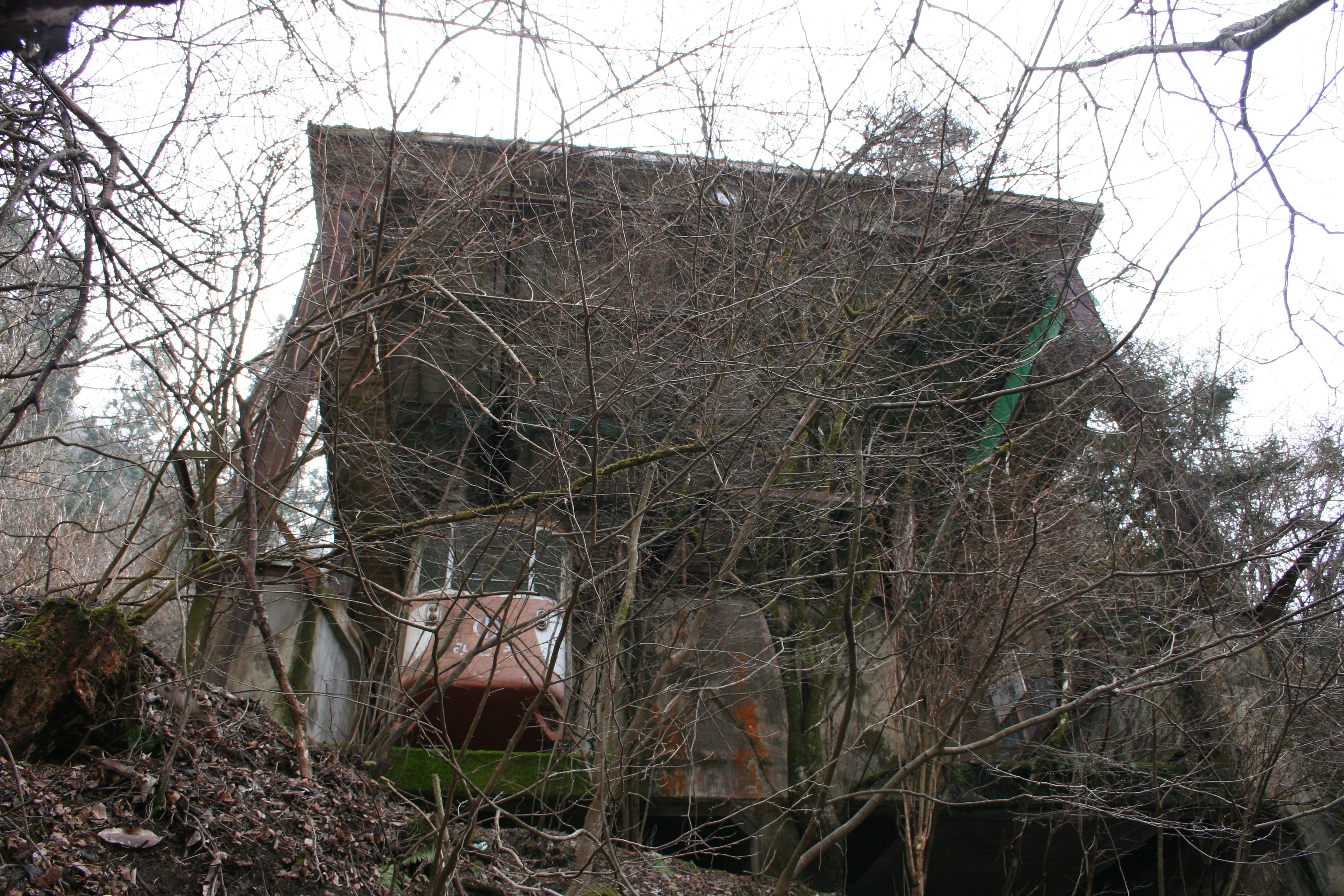
小河内観光開発 三頭山口駅跡

## 小河内ダムが登場する作品

### 小説
- 日蔭の村(石川達三、1937年)

### 楽曲
- 湖底の故郷(ふるさと)(歌唱:東海林太郎、1937年)
  - 奥多摩湖岸に1966年歌碑が建立

### 特撮
- モスラ
- 仮面ライダー 第1話
- 人造人間キカイダー 第1話、第56話
- ゴジラ対メガロ
- ジャンボーグA 第1話
- 科学戦隊ダイナマン
- 日本沈没（1974年のテレビドラマ・第18話）
- シン・仮面ライダー[10]

### 漫画
- ダムマンガ（井上よしひさ）